# Ніколас Отару
Ніколас Отару (фін. Nicholas Otaru, нар. 15 липня 1986, Турку) — фінський футболіст нігерійського походження, що грав на позиції півзахисника. Відомий за виступами, зокрема, за клуб «Гонка», а також у складі молодіжної збірної Фінляндії. Володар Кубка Фінляндії.

## Клубна кар'єра
Ніколас Отару народився 1986 року в місті Турку. Вихованець футбольної школи клубу «Гонка», в якій і розпочав 2006 року дорослу футбольну кар'єру. У складі клубу грав до 2012 року, взявши участь у 151 матчі чемпіонату. Протягом 2013—2014 років Отару грав у складі іншого фінського клубу «РоПС», а в 2015 році знову повернувся до клубу «Гонка», та захищав її кольори до припинення виступів на професійному рівні у 2017.

## Виступи за збірні
Ніколас Отару залучався до складу юнацької збірної Фінляндії різних вікових груп, загалом на юнацькому рівні взяв участь у 29 іграх, відзначившись 7 забитими голами.
Протягом 2008—2009 років Ніколас Отару грав у складі молодіжної збірної Фінляндії. У складі фінської молодіжки брав участь у фінальному турнірі молодіжного чемпіонату Європи 2009 року, де фінська молодіжна збірна зайняла останнє місце в своїй групі. Загалом на молодіжному рівні Отару зіграв у 7 офіційних матчах, у яких забив 1 гол.

## Титули і досягнення
- Володар Кубка Фінляндії (1):

«Гонка»: 2012